# Fachschule Nr. 40 (Mariupol)
Die Fachschule Nr. 40 (ukrainisch Спеціалізована школа № 40) war eine Bildungseinrichtung im ukrainischen Mariupol. Sie wurde im Russisch-Ukrainischen Krieg im Jahr 2022 zerstört.

## Geschichte
Mariupol besaß 1926 noch 40.825 Einwohner, 1939 aber bereits 223.796, so dass der Bedarf an Schulen stark anstieg. Im Rahmen eines „Zweijahresschulprogramms“ (russisch «Школьная двухлетка») der Stadtregierung waren für die Jahre 1936 und 1937 vierzehn neue Schulbauten geplant, von denen letztendlich zehn umgesetzt werden konnten. Zu den 1936 erbauten sieben Schulen gehört auch die Schule Nr. 40, die sich in der Wolodymyr-Straße 27 (ukrainisch вулиця Володимирська, 27) im Stadt-Rajon Liwobereschna befindet. Sie entstand für die Kinder der Arbeiter des Asow-Stahl-Werks und sollte deren Schulweg verkürzen.
Im Zweiten Weltkrieg lief der Rektor der Schule zur deutschen Seite über und wurde zum Vorsitzenden der russischen Gestapo ernannt, deren Hauptquartier auf dem Schulgelände eingerichtet wurde. Nach dem Zweiten Weltkrieg kehrte die Schule zu ihren pädagogischen Grundsätzen zurück. In den 1990er Jahren versuchte man das Profil zu schärfen und an regionalen Programmen des Oblast Donezk teilzunehmen. Im Jahr 2004 wurde der Status einer Fachschule erlangt.

### Zerstörung 2022
Infolge des russischen Überfalls auf die Ukraine kam es zur Belagerung von Mariupol, bei der die Schule vermutlich schon im März 2022 zerstört wurde, denn am 30. März 2022 wurde erstmals eine Drohnenaufnahme der Schule ohne Dach veröffentlicht. Im Mai 2022 folgten erste Fotos und im Juni die Bestätigung durch das Ukrainische Kulturministerium. Demnach sorgten Beschuss und Feuer für Schäden am Dach, der Fassade und den Zwischendecken. Die Fotos zeigen eine Brandruine ohne Zwischengeschosse, so dass einzig die Außenmauern noch stehen.

## Baubeschreibung
Im Jahr 1936 entstand in verschiedenen Städten der Ukraine ein identischer Typ von Schule, der nur in kleinen Details abgeändert wurde, so dass sie vermutlich von einem einzelnen Architekten entworfen wurden. Allein in Mariupol gab es drei Gebäude dieses Bautyps: die Schule Nr. 32, die Grundschule Nr. 36 und die Fachschule Nr. 40. In Charkiw entsprach ihm die Fachschule Nr. 134. Alle vier wurden im Frühjahr 2022 durch Kriegshandlungen zerstört. Ein erhaltenes Beispiel stellt die Schule Nr. 1 in Tschernihiw dar.
Erbaut wurde jeweils ein palastartiger Bau, der sich entlang der Straße zieht und auf 90 Metern knapp 30 Fensterachsen verteilt. Die horizontale Gliederung wurde auf die Fensterreihen und den Fries und Gesimse reduziert, wohingegen die vertikale Gliederung mit angedeuteten Pilastern in anderer Farbgebung deutlich stärker ausgeprägt ist. Zudem wurden der langen Fassade drei Risalite hinzugefügt, von denen der zentrale Risalit den Haupteingang beherbergt. Über diesem befinden sich drei Fenster, die rundbogige Einfassungen aufweisen. Stilistisch weist das Bauwerk Elemente des Sozialistischen Klassizismus auf und wurde streng symmetrisch gestaltet.